# Aythya
Aythya es un género de aves anseriformes de la familia Anatidae de distribución mundial, a los cuales por su peculiar comportamiento, se les llama "Patos Buceadores." Está constituido por doce especies de estos llamados patos buceadores, los cuales han sido, claramente descritos, y a los cuales se les conoce vulgarmente como porrones, cuyos machos se caracterizan por el patrón de color de su plumaje: castaño rojizo o negro en la cabeza y cuello, y el pecho negro, mientras que sus hembras son de tonos pardos, y algunas con manchas blancas alrededor del pico. El nombre de este género procede del término griego αἴθυια (aithuia), un ave marina sin identificar citada por Aristóteles.

## Especies
El género se compone de 12 especies:
- Aythya affinis - porrón bola;
- Aythya americana - porrón americano;
- Aythya australis - porrón australiano;
- Aythya baeri - porrón de Baer;
- Aythya collaris - porrón acollarado o pato collarejo;
- Aythya ferina - porrón europeo;
- Aythya fuligula - porrón moñudo;
- Aythya innotata - porrón malgache;
- Aythya marila - porrón bastardo;
- Aythya novaeseelandiae - porrón maorí;
- Aythya nyroca - porrón pardo;
- Aythya valisineria - porrón coacoxtle.

Mostramos las 12 especies.
| Macho | Hembra | Nombre científico  | Nombre común       | Distribución                                                                                          | Estado de conservación  |
| ----- | ------ | ------------------ | ------------------ | --- | ----------------------- |
|       |        | A. valisineria     | Porrón coacoxtle   | Norte América                                                                                         | Mínima preocupación     |
|       |        | A. ferina          | Porrón europeo     | Northern Europe into Asia                                                                             | Vulnerable              |
|       |        | A. americana       | Porrón americano   | Todo EE.UU y Canadá                                                                                   | Mínima preocupación     |
|       |        | A. collaris        | Porrón acollarado  | Norte de EE. UU. y Canadá                                                                             | Mínima preocupación     |
|       |        | A. australis       | Porrón australiano | Australia, Nueva Guinea, Nueva Zelanda e islas del Pacífico                                           | Mínima preocupación     |
|       |        | A. baeri           | Porrón de Baer     | Sudeste de Rusia y noreste de China. Migran en invierno al sur de China, Vietnam, Japón e india.      | Críticamente en peligro |
|       |        | A. nyroca          | Porrón pardo       | P. Ibérica, norte de África (Magreb este), hacia Mongolia occidental, y hacia el sur hasta la arabia. | Casi en peligro         |
|       |        | A. innotata        | Porrón malgache    | Madagascar                                                                                            | Críticamente en peligro |
|       |        | A. novaeseelandiae | Porrón maorí       | Nueva Zelanda                                                                                         | Mínima preocupación     |
|       |        | A. fuligula        | Porrón moñudo      | Toda Eurasia templada y septentrional, ocasionalmente EE. UU. y Canadá                                | Mínima preocupación     |
|       |        | A. marila          | Porrón bastardo    | Alaska, Canadá septentrional, Siberia y los confines más septentrionales de Europa                    | Mínima preocupación     |
|       |        | A. affinis         | Porrón bola        | Alaska a través del oeste de Canadá y el oeste de Montana, América Central                            | Mínima preocupación     |